# Condado de Carroll (Nuevo Hampshire)
El condado de Carroll (en inglés: Carroll County), fundado en 1840, es uno de los diez condados del estado estadounidense de Nuevo Hampshire.
El nombre del condado es honor a Charles Carroll of Carrollton, el último sobreviviente en firmar la Declaración de Independencia de los Estados Unidos. En el censo de 2000 tenía una población de 43.666 habitantes. La sede del condado se encuentra localizada en Ossipee. 

## Geografía
Según la Oficina del Censo, el condado tiene un área total de 2569 km² (991,9 mi²), de la cual 2419 km² (934 mi²) es tierra y 150 km² (57,9 mi²) (5.89%) es agua.

## Demografía
En el censo de 2000, hubo 43,666 personas, 18,351 hogares, y 12,313 familias residiendo en el condado. La densidad poblacional era de 47 personas por milla cuadrada (18/km²). En el 2000 había 34,750 unidades unifamiliares en una densidad de 14 km² (5,4 mi²). La demografía del condado era de 98.22% blancos, 0.17% afroamericanos, 0.28% amerindios, 0.38% asiáticos, 0.01% isleños del Pacífico, 0.17% de otras razas y 0.77% de dos o más razas. 0.48% de la población era de origen hispano o latino de cualquier raza. 9.7% eran de origen francés, 6.7% alemán, 15.6% irlandés y 10.5% estadounidense 96.7% de la población hablaba inglés en casa. 
La renta per cápita promedia del condado era de $39,990, y el ingreso promedio para una familia era de $46,922. Los hombres tenían un ingreso per cápita de $31,811 versus $23,922 para las mujeres. La renta per cápita para el condado era de $21,931.